# Balaídos
Az Balaídos (spanyolul: Estadio de Balaídos) egy labdarúgóstadion az Vigóban Galiciában, Spanyolországban. A stadion a város labdarúgócsapatának a Celta Vigónak az otthona 1928 óta. A befogadóképessége 24 791 fő számára biztosított. 
1925 és 1928 között építették és 1928. december 30-án avatták fel. 1967-ben, valamint 1981 és 1982 között ismét bővítésen esett át, mivel egyike volt az 1982-es labdarúgó-világbajnokság helyszíneinek, ahol három csoportmérkőzést rendeztek. A stadion nem túl jó állapota miatt több alkalommal is felmerült egy új létesítmény felépítése, de egyelőre nem történt előrelépés ebben az ügyben. Legutóbb 2021 és 2023 között újították fel.  

## Események

### 1982-es labdarúgó-világbajnokság
| Dátum            | Pályaválasztó | Eredmény | Vendég        | Forduló               | Nézőszám |
| ---------------- | ------------- | -------- | ------------- | --------------------- | -------- |
| 1982. június 14. | Olaszország   | 0 – 0    | Lengyelország | 1. csoport (első kör) | 33 000   |
| 1982. június 18. | Olaszország   | 1 – 1    | Peru          | 1. csoport (első kör) | 25 000   |
| 1982. június 23. | Olaszország   | 1 – 1    | Kamerun       | 1. csoport (első kör) | 20 000   |